# Peugeot 309

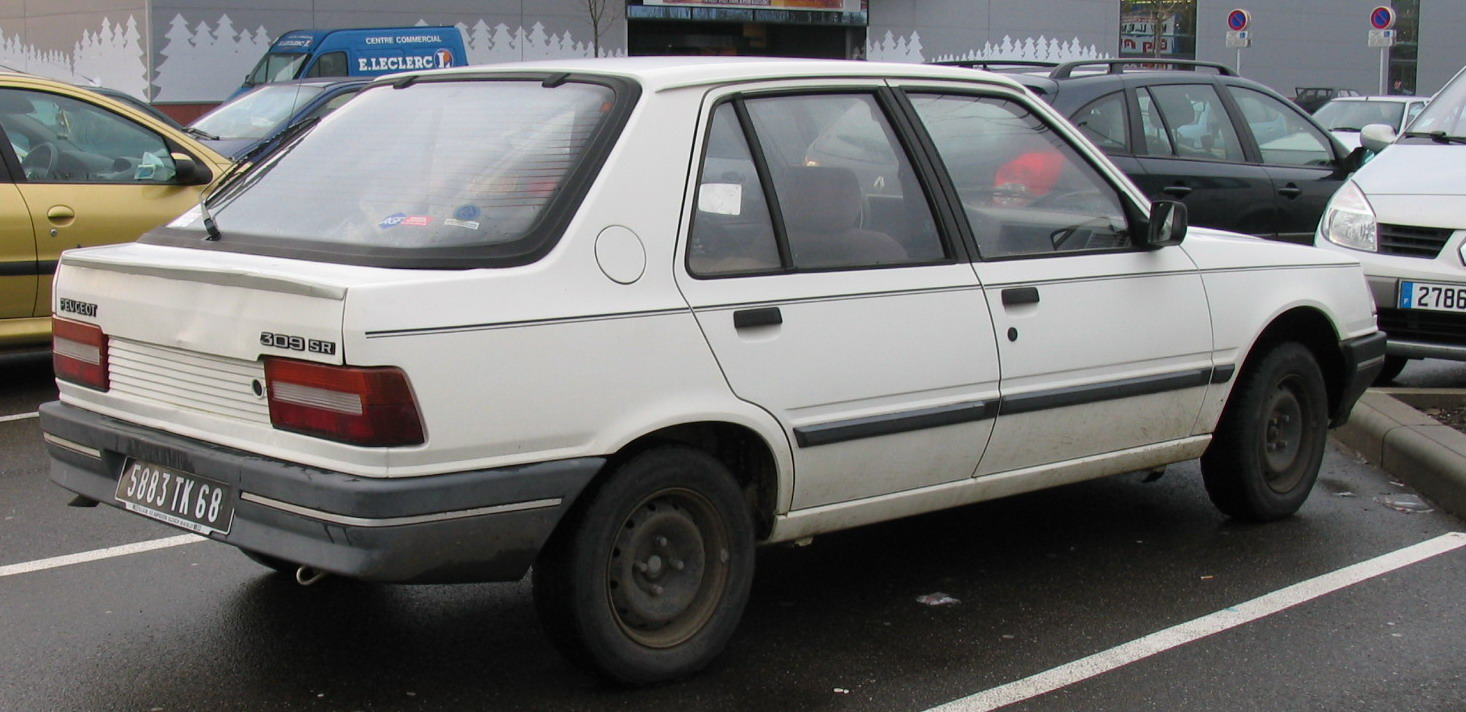
En tidig Peugeot 309 från tiden före ansiktlyftningen 1989.

Peugeot 309 var en småbil, i samma storleksklass som Volkswagen Golf, och introducerades 1985. Modellen utvecklades av Talbot-avdelningen inom Peugeot som ersättare till Talbot Horizon och säljas under namnet Talbot Arizona, då varumärket Talbot tillhörde Peugeot. För att använda de resurser som fanns inom koncernen bestämdes att plattformen från Peugeot 205 skulle användas, men bottenplattan gjordes lite större. Karossen fick en egen design av Talbot, medan motorerna hämtades från tidigare Talbot-modeller och från Peugeot. I samband med utvecklingsarbetet lades dock varumärket Talbot ned och således blev modellen en Peugeot. Därför anknöt inte heller desigen till övriga samtida Peugeotmodeller, även om den anpassades något, och de enklaste varianterna hade Talbotmotor. Tillverkningen skedde i Storbritannien.
Endast ett karosserialternativ var tillgängligt i två versioner - halvkombi med antingen tre eller fem dörrar. Den äldre, men storleksmässigt snarlika 305-modellen, som erbjöds som sedan och kombi, tillverkades därför parallellt med 309 under några år. Själva modellnumret skvallrar om att den här modellen inte var avsedd att ersätta någon befintlig Peugeot eftersom man hoppade över numren 306-308 (som har använts på senare modeller). 1989 genomgick modellen en ansiktslyftning och slutade helt att säljas i Europa 1993, då den ersattes av 306. Tillverkningen flyttade då till Indien, där serien byggdes för den inhemska marknaden fram till 1997.
När kunderna efterfrågade lite starkare motorer fick 309 en GTi-version som använde motorn från 205 GTi. Den motorstarkaste versionen av 309 blev GTi 16V, som använde samma 16-ventilsmotor som Peugeot 405 Mi16 och Citroën BX 16V. Den var på 158 hk och gav bilen sportiga prestanda. Denna version blev dock ganska sällsynt, till skillnad från de sportigare versionerna av Peugeot 205. 309 GTI kom också att få en del framgångar i rally rattad av Harry Joki, som först körde en vanlig GTI, senare den vassare 16-ventilaren.  